# Възнесение Господне (Бойково)
Вижте пояснителната страница за други значения на Свето Възнесение Господне.
„Възнесение Господне“ или „Свети Спас“ е български православен параклис край село Бойково, област Пловдив.
Намира се в местността Гьоля източно от големия завой при влизането в село Бойково.

## История
Параклисът е построен през далечната 1900 година. За това свидетелства мраморна плоча намерена в руините на светилището при неговата реставрация. През 2000 година параклисът е възстановен и осветен. Плочата с надпис „Парекаесие на Тодоръ и Филипъ Димитрови правина на 12 юни 1900 ис Боково“ е поставена на южната стена на параклиса.
Представлява едноапсидна правоъгълна постройка с двускатен покрив. Около бялата постройка има оформен цокъл с камък. А пред него хубава градинка с цветя. Стените са покрити с множество икони. Светилището е целогодишно отключено.
Параклисът се превръща в празнично място на Спасов ден. В този ден се изпълнява следният ритуал – в големия бук пред параклиса е предварително пробита дупка, в която се полага нафора, прави се тапа и се затваря за здраве и живот. Това е началото на „нов живот“, здраве за вярващите и благополучие за селото.